# Africocypha lacuselephantum
Africocypha lacuselephantum är en trollsländeart som först beskrevs av Karsch 1899.  Africocypha lacuselephantum ingår i släktet Africocypha och familjen Chlorocyphidae. IUCN kategoriserar arten globalt som sårbar. Inga underarter finns listade i Catalogue of Life.